# Balladyna 68
Muzykał Balladyna 68 – musical wystawiony w marcu 1968 przez Teatr Nieduży. Oparty na Balladynie Juliusza Słowackiego. Muzykę skomponował Jerzy Wasowski.

## Spis utworów
1. Śpiwka Aliny (Chodzę sobię, zbieram rutkę) – wyk. Barbara Wrzesińska
2. Pieśń Balladyny (Władza, władza mi dogadza) – wyk. Alina Janowska
3. Dumka Kirkora (Niby tylko dwie panienki) – wyk. Wieńczysław Gliński
4. Pieśń Samozgonna Aliny (Oj siostrzyczka mnie zabiła) – wyk. Barbara Wrzesińska
5. Aria Kostryna (Sposoby robienia kariery) – wyk. Jan Kobuszewski, Jeremi Przybora
6. Samozgonna Elegia Kirkora (Po co to nam, że ja konam) – wyk. Wieńczysław Gliński
7. Aria Konającego Kostryna (Bije dzwon) – wyk. Jan Kobuszewski
8. Valse Funèbre Balladyny (Piorunem rażonam, piorunem) – wyk. Alina Janowska